# Luc Stultiens
Luc Cornelis Joseph (Luc) Stultiens (Utrecht, 17 juli 1993) is een Nederlands politicus namens GroenLinks. Sinds 6 december 2023 is hij lid van de Tweede Kamer der Staten-Generaal, waar hij deel uitmaakt van de GroenLinks-PvdA-fractie. Hij is woordvoerder Belastingen en Hoger Onderwijs. 
Hij stond bij de Tweede Kamerverkiezingen van 22 november 2023 op plaats 25 van de GroenLinks-PvdA-lijst, waardoor hij in eerste instantie niet verkozen zou worden. Doordat Kauthar Bouchallikht haar zetel niet innam, kwam Stultiens evengoed een zetel toe. Voordat hij de Tweede Kamer in ging was hij Hoofd beleid van de GroenLinks fractie en betrokken bij onder andere de formatievoorbereiding in 2021 als projectleider en verantwoordelijk voor de doorrekening.

## Privé
Stultiens heeft het gymnasium gevolgd aan het Christelijk Gymnasium Utrecht. Tevens haalde hij een master toegepaste wiskunde aan de London School of Economics, en een master mathematics & foundation of computer science aan de Universiteit van Oxford.
Laura Bromet · Julian Bushoff · Glimina Chakor · Geert Gabriëls · Marleen Haage · Daniëlle Hirsch · Habtamu de Hoop · Barbara Kathmann · Jesse Klaver · Suzanne Kröger · Esmah Lahlah · Tom van der Lee · Mohammed Mohandis · Songül Mutluer · Jimme Nordkamp · Mariëtte Patijn · Anita Pijpelink · Kati Piri · Elke Slagt · Luc Stultiens · Joris Thijssen · Frans Timmermans · Mikal Tseggai · Lisa Westerveld · Raoul White
- Parlement.com: vm6ejqlefgyx